# دمیتری مدودف
دمیتری آناتولیِویچ مِدوِدِف (به روسی: Дмитрий Анатольевич Медведев) ‏ (۱۴ سپتامبر ۱۹۶۵ در لنینگراد، شوروی) یک سیاست‌مدار روسی است که از سال ۲۰۲۰ به‌عنوان معاون رئیس شورای امنیت روسیه فعالیت می‌کند. مدودف همچنین در دوره‌های مختلف به‌عنوان رئیس‌جمهور روسیه (۲۰۰۸ تا ۲۰۱۲) و نخست‌وزیر روسیه (۲۰۱۲ تا ۲۰۲۰) فعالیت کرد.
مدودف در انتخابات سال ۲۰۰۸ به‌عنوان رئیس‌جمهور منتخب اعلام شد. او به‌عنوان شخصی لیبرال‌تر از رئیس‌جمهور پیش از خود یعنی ولادیمیر پوتین، که حالا نخست‌وزیر شده بود، شناخته می‌شد. برنامه اصلی مدودف به عنوان رئیس‌جمهور، برنامه‌ای جامع برای نوین‌سازی کشور بود که به هدف به‌روزسازی اقتصاد و جامعه روسیه و کاهش وابستگی کشور به نفت و گاز می‌پرداخت. در طی دوره ریاست‌جمهوری مدودف، تفاهم نامه کاهش تسلیحات هسته‌ای بین روسیه و آمریکا منعقد شد، روسیه در جنگ روسیه و گرجستان پیروز شد و از بحران اقتصادی بزرگ بهبود یافت. همچنین مدودف یک کمپین ضدفساد را آغاز کرد، با این حال در آینده به فساد متهم شد.
او یک دوره ریاست‌جمهوری فعالیت کرد و پس از انتخابات ریاست‌جمهوری سال ۲۰۱۲، پوتین به‌عنوان جانشین او منصوب شد. مدودف سپس توسط پوتین به‌عنوان نخست‌وزیر منصوب شد. او در تاریخ ۱۵ ژانویه ۲۰۲۰ همراه با باقی دولت استعفا داد تا به پوتین امکان اعمال تغییرات گسترده در قانون اساسی را بدهد؛ وی در تاریخ ۱۶ ژانویه ۲۰۲۰ با میخائیل میشوستین جایگزین شد. در همین روز، پوتین مدودف را به سمت جدید معاون رئیس شورای امنیت ملی منصوب کرد.
به‌نظر برخی از تحلیلگران، به نظر می‌رسید که ریاست‌جمهوری مدودف نویدبخش تغییرات مثبت، هم در داخل روسیه و هم در روابط با غرب است، که نشان‌دهنده «احتمال یک دوره جدید و لیبرال‌تر در سیاست روسیه» است. با این حال، او سپس به‌طور فزاینده‌ای مواضعی خودکامه و ضدغرب را اتخاذ کرد. از سوی ناظران داخلی و بین‌المللی پیشنهاد شده‌است که این گسست از لفاظی‌های گذشته مدودف در تلاش برای تغییر تلقی عمومی خود به عنوان یک زیردست میانه‌رو پوتین است.

## سنین جوانی و تحصیل
دمیتری مدودف در تاریخ ۱۴ سپتامبر ۱۹۶۵ در لنینگراد، در اتحاد جماهیر شوروی سوسیالیستی متولد شد. پدرش، آناتولی آفاناسیوویچ مدویدف (نوامبر ۱۹۲۶–۲۰۰۴)، مهندس شیمی بود و در مؤسسه فناوری دولتی لنینگراد تدریس می‌کرد. مادر دمیتری، یولیا ونیامینونا مدویدوا (زاده شاپوشنیکوا در ۲۱ نوامبر ۱۹۳۹)، زبان‌شناسی را در دانشگاه وورونژ تعلیم گرفته بود و در دانشگاه پداگوژیکال هرتسن تدریس روسی می‌کرد. بعدها نیز به عنوان راهنمای تور در کاخ پاولوفسک کار می‌کرد. خانواده مدویدف در یک آپارتمان به مساحت ۴۰ متر مربع در خیابان بلا کون در منطقه مونیسیپال کوپچینو لنینگراد زندگی می‌کردند. دمیتری تنها فرزند والدینش بودند و در آن زمان خانواده مدودف به عنوان خانواده‌ای متخصص در حوزه فرهنگ و آموزش شناخته می‌شدند. پدربزرگ مادری او اهل اوکراین بود و نام خانوادگی آن‌ها کووالف بود.

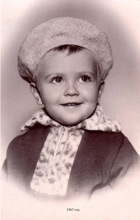
دیمتری مدودف در سال ۱۹۶۷ در سن حدود ۲ سالگی

دمیتری به عنوان یک کودک، کنجکاوی فکری زیادی داشت و توسط معلم کلاس اولش، ورا اسمیرنوا، به عنوان یک فرد «پرسشگر» توصیف می‌شد. پس مرخص شدن از مدرسه، او مدتی را با دوستانش بازی می‌کرد و سپس با عجله به خانه برمی‌گشت تا به تکالیفش بپردازد. در کلاس سوم، دمیتری ده جلد دانشنامه کوچک شوروی را که متعلق به پدرش بود، مطالعه کرد. در کلاس دوم و سوم، علاقه‌مند به دایناسورها بود و دوره‌های تکوین ژئولوژیکی اصلی زمین را از آرکئان تا سنوزوئیک حفظ کرد. در کلاس چهارم و پنجم، علاقه‌مند به شیمی بود و آزمایش‌های ابتدایی انجام می‌داد. او به ورزش هم علاقه زیادی داشت. در کلاس هفتم، کنجکاوی نوجوانانه‌اش از طریق رابطه با سوتلانا لینیک، همسر آینده اش، که در همان مدرسه در کلاس موازی درس می‌خواند، گسترش یافت. به نظر می‌رسد که این تأثیر منجر به کاهش عملکرد مدرسه دمیتری شده است. او آزمون‌های پایانی مدرسه را در سال ۱۹۸۲ «دوره‌ای سخت که باید توانایی‌هایم را برای اولین بار در زندگی به حداکثر برسانم» می‌نامد.

### سالهای دانشجویی و حرفه تحصیلی

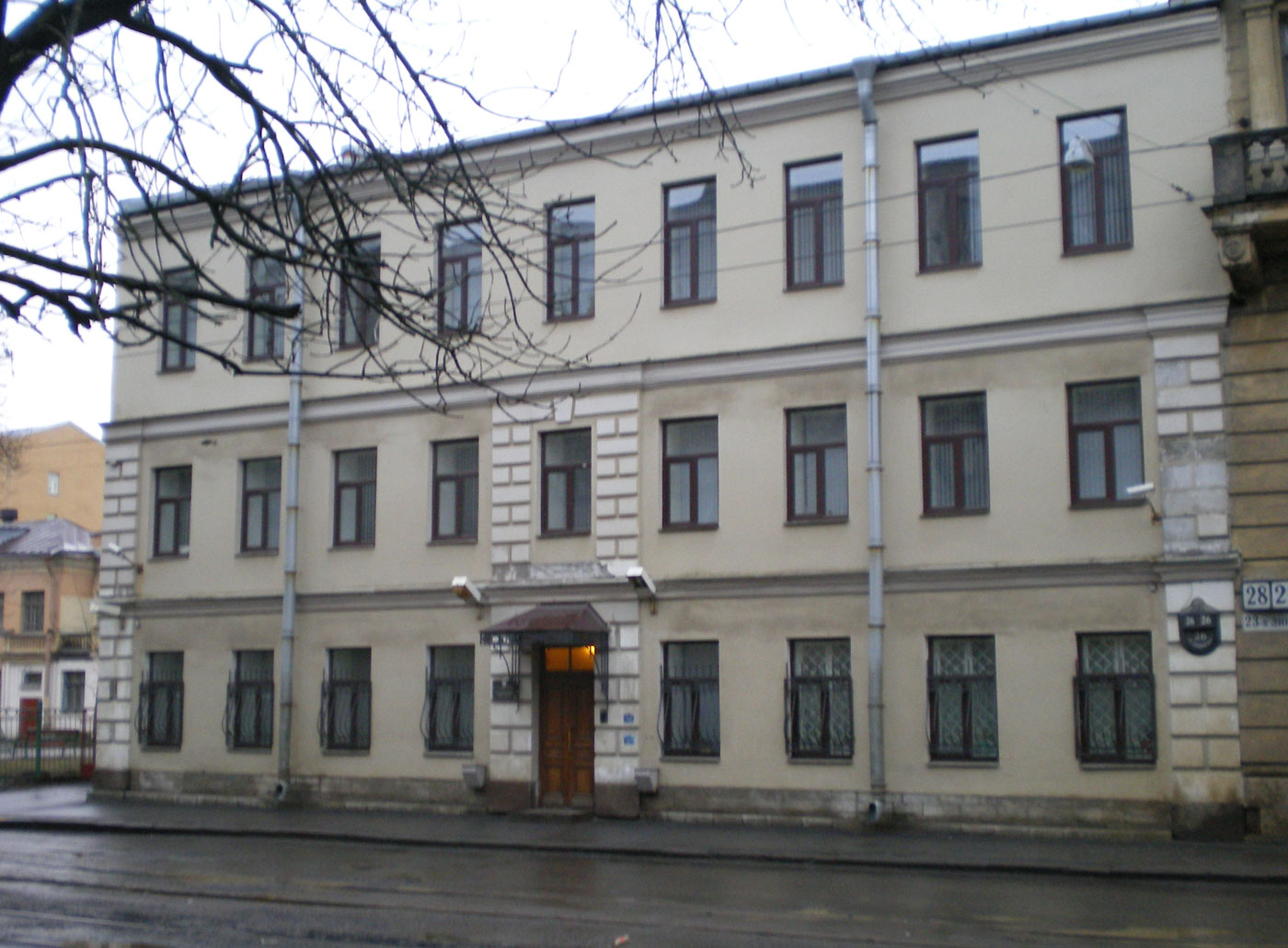
ساختمان دانشکده حقوق دانشگاه ایالتی سن پترزبورگ، مکانی که مدودف در آن تحصیل و سپس در آن به تدریس مشغول شد.

در پاییز سال ۱۹۸۲، دمیتری مدودف ۱۷ ساله به دانشگاه دولتی لنینگراد برای تحصیل رشته حقوق پذیرفته شد. اگرچه او ابتدا به تحصیل زبان‌شناسی نیز فکر می‌کرد، اما بعدها مدودف گفت که از انتخاب خود پشیمان نشده و رشته تحصیلی خود را به دوست دارد. وی اظهار کرد که خوش شانس بوده که «یک رشته انتخاب کرده که واقعاً به آن علاقه دارد و واقعاً برای او جذاب است».
در طول سال‌های دانشجویی‌اش، مدودف طرفدار گروه‌های راک انگلیسی مانند بلک صبات، لد زپلین و دیپ پورپل بود. او همچنین علاقه‌مند به ورزش بود و در مسابقات ورزشی کشتی و وزنه‌برداری شرکت می‌کرد.
وی در سال ۱۹۸۷ از دانشکده حقوق دانشگاه دولتی لنینگراد فارغ‌التحصیل شد (همراه با ایلیا یلیسیوف، آنتون ایوانوف، نیکولای وینیچنکو و کنستانتین چویچنکو که بعدها همکاران او شدند). پس از فارغ‌التحصیلی، مدودف به فکر پیوستن به دفتر دادستانی برای تبدیل شدن به یک بازپرس بود؛ اما از فرصتی برای ادامه تحصیلات تکمیلی به عنوان رئیس قانون مدنی استفاده کرد و تصمیم گرفت سه دانشجوی کارشناسی ارشد با بودجه بودجه را برای کار در خود کرسی بپذیرد.
در سال ۱۹۹۰، مدویدف پایان‌نامه‌اش با عنوان «مشکلات تحقق شخصیت حقوقی مدنی شرکت دولتی» را دفاع کرد و مدرک دکترای حقوق خود را در حقوق مدنی کسب کرد.
آناتولی سوبچاک، یک سیاستمدار دموکرات بزرگ در دهه‌های ۱۹۸۰ و ۱۹۹۰، یکی از اساتید مدودف در دانشگاه بود. در سال ۱۹۸۸، مدویدف به تیم دموکرات‌های سوبچاک پیوست و به عنوان رئیس واقعی کمپین موفق سوبچاک برای کسب صندلی در پارلمان جدید شوروی، کنگره نمایندگان مردم شوروی، خدمت کرد.
پس از کمپین انتخابات سوبچاک، دمیتری مدویدف تحصیلات خود را در سمتاستادیار در دانشگاه سنت پترزبورگ ادامه داد، که به تازگی نام آن تغییر یافته بود. وی تا سال ۱۹۹۹ درس‌های حقوق مدنی و رومی را تدریس می‌کرد. به گفته یک دانشجو، مدودف یک معلم محبوب بود؛ «سخت اما نه بی‌رحم». در طی دوران خدمت او، مدویدف به همراه دیگران کتاب درسی معتبر حقوق مدنی به سه جلد نوشت که در طی سال‌ها بیش از یک میلیون نسخه از آن فروش رفته است. همچنین، مدویدف در یک شرکت مشاوره حقوقی کوچک که با دوستانش، آنتون ایوانوف و ایلیا یلیسیوف تأسیس کرده بود، کار می‌کرد تا درآمد تحصیلی خود را تکمیل کند.

## در آغاز کار

### شغل در سن پترزبورگ

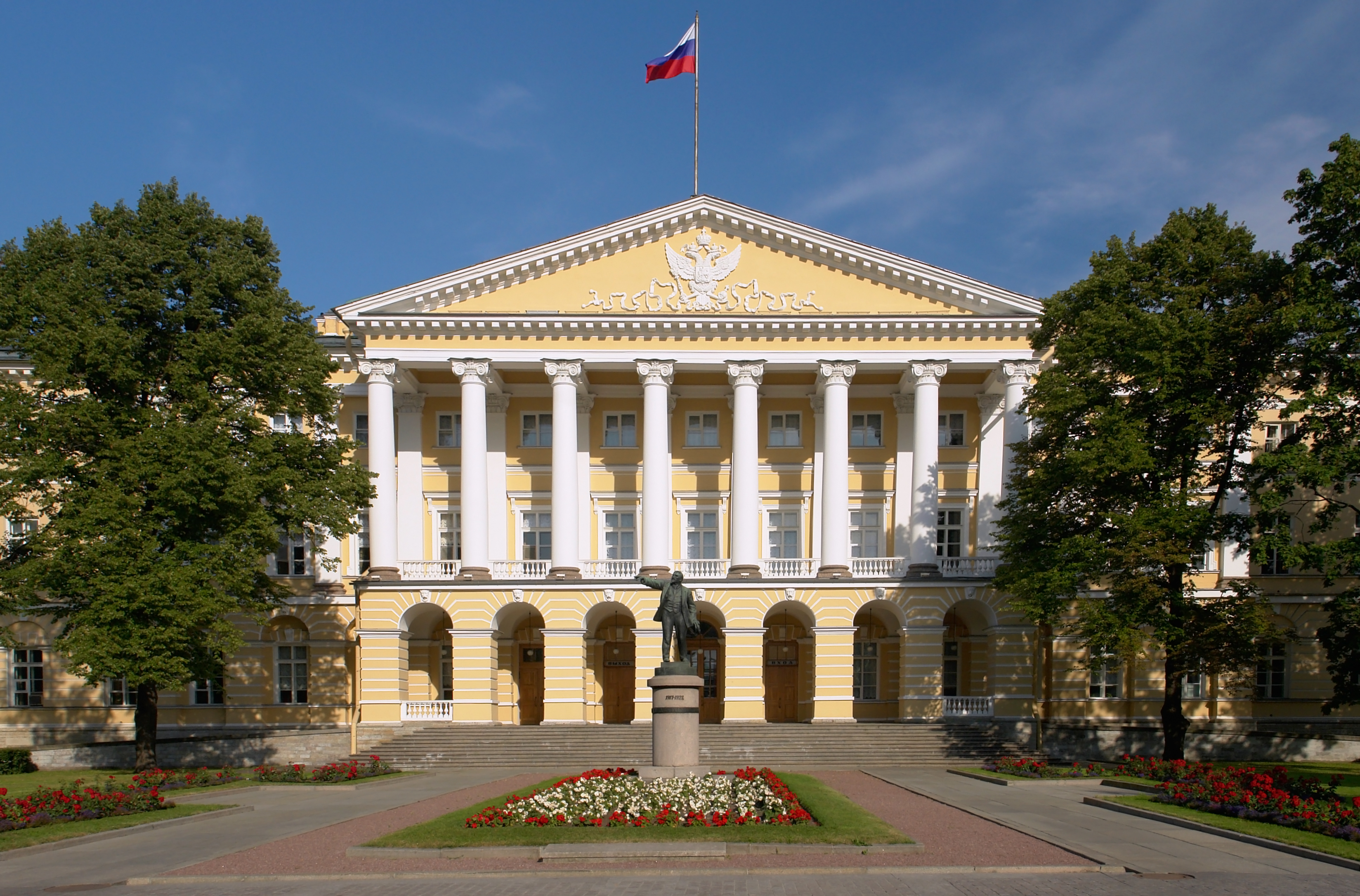
نمای از انیستیتو اسمولنی، جایی که مدودف به عنوان مشاور کار می‌کرد.

در سال ۱۹۹۰، آناتولی سوبچاک از مسکو به عنوان رئیس شورای شهر لنینگراد بازگشت. سوبچاک مدودف را که پیش‌تر رئیس کمپین انتخاباتی او بوده بود، استخدام کرد. یکی از دانشجویان سوبچاک، ولادیمیر پوتین، به عنوان مشاور به تیم پیوست. در تابستان بعدی، سوبچاک به عنوان شهردار شهر انتخاب شد و مدویدف به عنوان مشاور کمیته امور خارجی شهرداری شهر شد. این کمیته توسط پوتین رهبری می‌شد.
در نوامبر ۱۹۹۳، دمیتری مدویدف مدیر امور حقوقی شرکت پالپ ایلیم (ILP)، یک شرکت چوب‌کشتی مستقر در سنت پترزبورگ شد. مدویدف به شرکت در توسعه استراتژی کمک کرد و با پیشروی قابل توجه شرکت، ۲۰٪ از سهام آن را دریافت کرد. در هفت سال بعد، پالپ ایلیم اینترپرایس به بزرگ‌ترین شرکت چوب کشتی روسیه با درآمد سالیانه حدود ۵۰۰ میلیون دلار تبدیل شد. مدویدف سهام خود را در شرکت پالپ ایلیم در سال ۱۹۹۹ فروخت. سودهای کسب شده توسط مدویدف مشخص نیست.

## سایر سمت‌ها

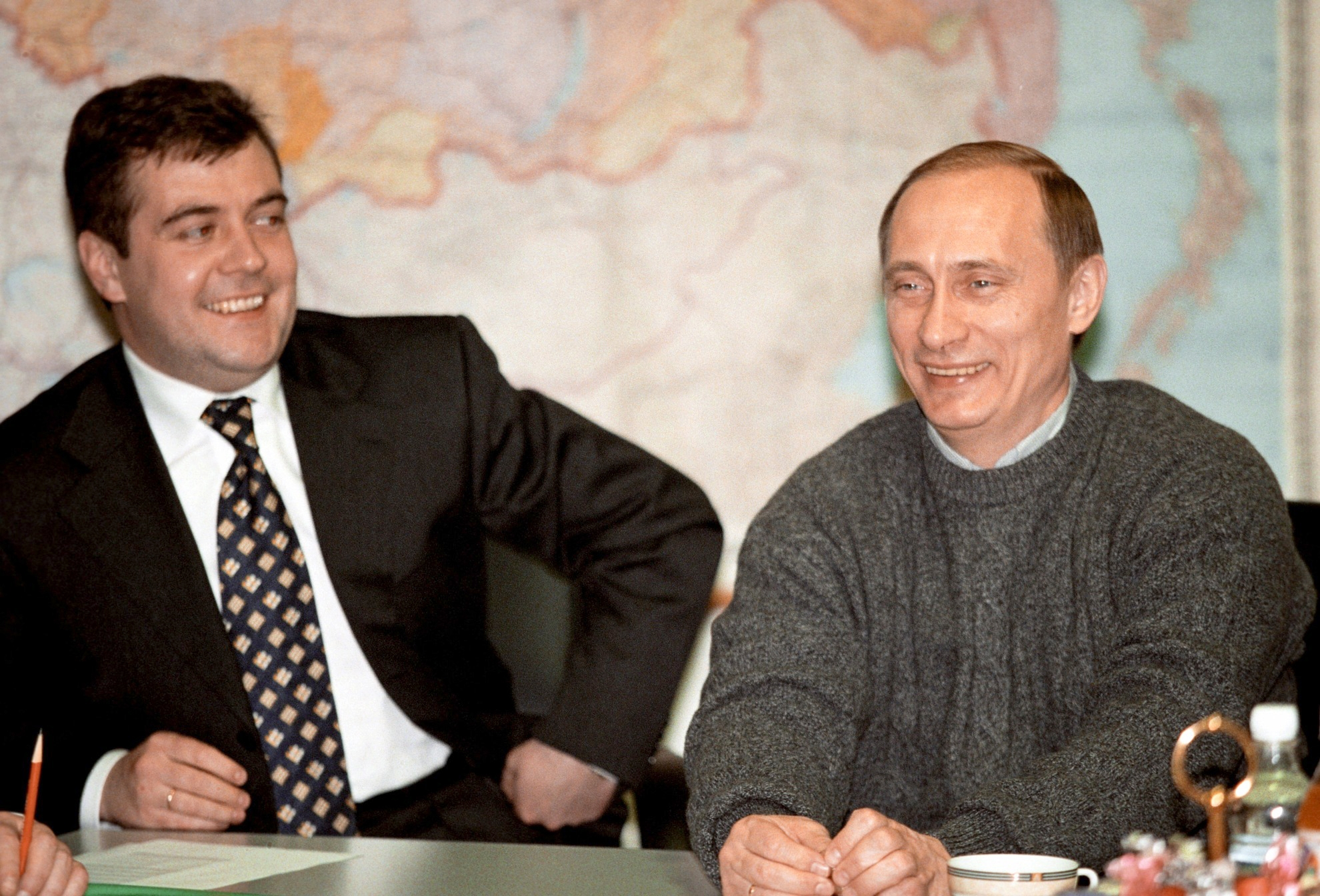
مدودف مدیر ستاد انتخاباتی و پوتین در مارس ۲۰۰۰‏

- مشاور کمیته امور خارجی شهرداری سن پترزبورگ (۱۹۹۱ تا ۱۹۹۶)
- معاون رئیس دفتر ریاست‌جمهوری (۱۹۹۹)
- رئیس کمپین انتخاباتی ریاست‌جمهوری ولادیمیر پوتین (۲۰۰۰)
- رئیس شرکت گازپروم روسیه (۲۰۰۰)
- رئیس دفتر ریاست‌جمهوری (۳۰ اکتبر ۲۰۰۳ تا ۱۴ نوامبر ۲۰۰۵)
- معاون اول نخست‌وزیر روسیه (۱۴ نوامبر ۲۰۰۵ تا ۱۲ مه ۲۰۰۸)
- رئیس‌جمهور روسیه (۷ مه ۲۰۰۸ تا ۷ مه ۲۰۱۲)
- نخست‌وزیر روسیه (۸ مه ۲۰۱۲ تا ۱۶ ژانویه ۲۰۲۰)
- رئیس شورای وزیران اتحادیه روسیه و بلاروس (۱۸ ژوئیه ۲۰۱۲ تا ۱۶ ژانویه ۲۰۲۰)
- رهبر حزب روسیه واحد (از ۳۰ مه ۲۰۱۲)
- نائب رئیس شورای امنیت روسیه (از ۱۶ ژانویه ۲۰۲۰)

## ریاست جمهوری

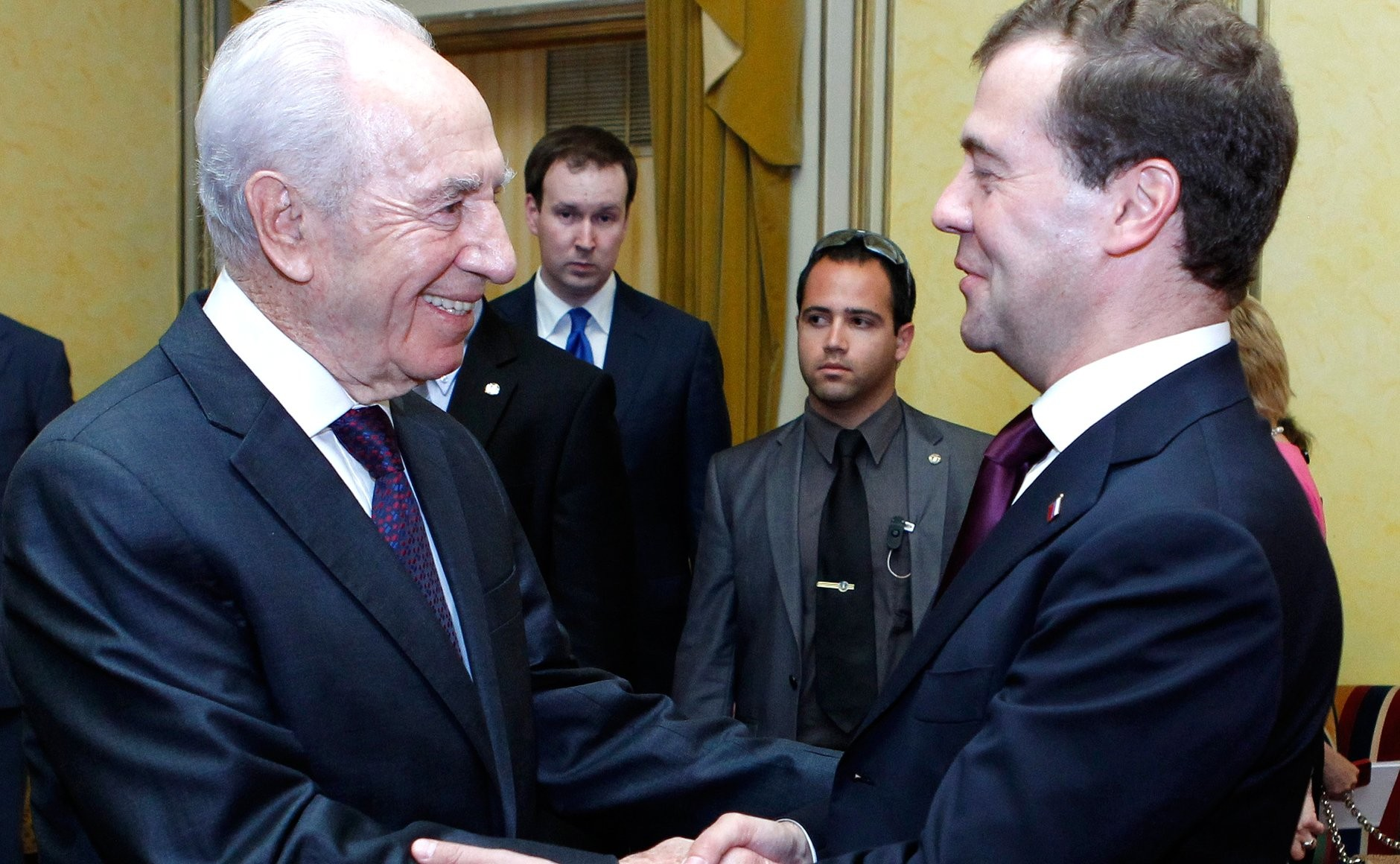
مدودف و شیمون پرز رئیس‌جمهور اسرائیل، ژوئن ۲۰۱۱‏

انتخاب وی به ریاست جمهوری مدیون حمایت‌های ولادیمیر پوتین رئیس‌جمهور وقت بود.
دمیتری مدودف در تاریخ ۱۵ ژانویه ۲۰۲۰ از سمت خود به عنوان نخست‌وزیر استعفاء داد. مدودف در روز چهارشنبه ۱۵ ژانویه از استعفای هیئت وزرا خبر داد و ولادیمیر پوتین، رئیس‌جمهور کشور از این اقدام دولت، استقبال و قدردانی کرد. استعفای وزیران دولت روسیه در آستانه ایجاد تغییرات در قانون اساسی فدراسیون روسیه انجام شده است.